# Época del terrorismo en Ayacucho
Se conoce como Época del terrorismo en Ayacucho a los acontecimientos violentos ocurridos en el departamento de Ayacucho, además de las provincias de Andahuaylas y Chincheros de Apurímac, y en las provincias de Acobamba y Angaraes de Huancavelica, entre los años 1980 y 2000, en el contexto de la periodo de violencia iniciado por Sendero Luminoso. Según el Informe Final de la Comisión de la Verdad y Reconciliación, más de 10.000 personas fallecieron en estos territorios, además un número todavía indeterminado de esa población sufrió torturas, violaciones y fue forzada a desplazarse, principalmente por la organización terrorista Sendero Luminoso y las Fuerzas Armadas peruanas.

## Contexto histórico

### Conflictos previos en Ayacucho
En 1965, el Ejército de Liberación Nacional al mando de Héctor Béjar Rivera instaló una guerrilla en la provincia de La Mar. El 25 de septiembre de 1965, una columna guerrillera del ELN tomó la hacienda Chapi y ajusticio a sus dueños, acusándolos de "abusivos y asesinos". Tras múltiples choques armados con las fuerzas armadas, la guerrilla sería desarticulada y Héctor Béjar sería capturado en Lima en 1966. El ejército también asesinó a algunos comuneros ayacuchanos acusándolos de ayudar o participar en la guerrilla del ELN.
En 1969, en la ciudad de Huanta, inició una serie de protestas estudiantiles y cívicas exigiendo la derogatoria del Decreto Supremo 006 de 1969 dispuesto en el gobierno militar de Velasco Alvarado, el cual estableció un pago por repitencia de cursos. Las protestas pronto se tornaron violentas, y fueron reprimidas con la misma violencia, por los Sinchis de Mazamari.

### Surgimiento de Sendero Luminoso
Abimael Guzmán abandonó al Partido Comunista del Perú-Bandera Roja y a partir de 1970, con el nombre de Comité Regional "José Carlos Mariátegui" empezó a formarse lo que en unos años sería Sendero Luminoso. El Comité Regional impulsó la creación de la Federación de Barrios de Ayacucho, el Frente de Defensa del Pueblo y la Federación Provincial de Campesinos de Huamanga. En la década de los 70s, el Partido Comunista del Perú-Sendero Luminoso se replegó a la Universidad Nacional San Cristóbal de Huamanga y prácticamente se apodero de ella.
En octubre de 1979, el jefe militar de Ayacucho, identificó la presencia de Sendero Luminoso en Vilcashuamán como en Vischongo, pero al no encontrar evidencias de una preparación militar de dicha organización, no le dio mayor importancia.

## Desarrollo

### Inicio de la violencia (1980-1982)
El 17 de mayo de 1980, un grupo de cinco senderistas armados, ingresaron a la localidad de Chuschi, y quemaron las ánforas electorales y las cédulas de sufragio para las elecciones generales de aquel año. El 29 de julio, Sendero dinamitó el local de la municipalidad de Huancapi, en Víctor Fajardo. En la región de Ayacucho, en un inicio, Sendero Luminoso no apuntó a los ajusticiamientos ni a los asesinatos, en su lugar, adoptó acciones de propaganda para el reclutamiento de la mayor cantidad posible de personas, para ello, Sendero se introdujo en las escuelas y colegios rurales de Ayacucho, y en la Universidad San Cristóbal de Huamanga, y otorgaba un discurso de "igualdad social". El 24 de diciembre de 1980, un grupo de senderistas comandaron a 200 campesinos y tomaron la hacienda Ayzarca, asesinando a su propietario y a su mayordomo, siendo las primeras víctimas de la región.

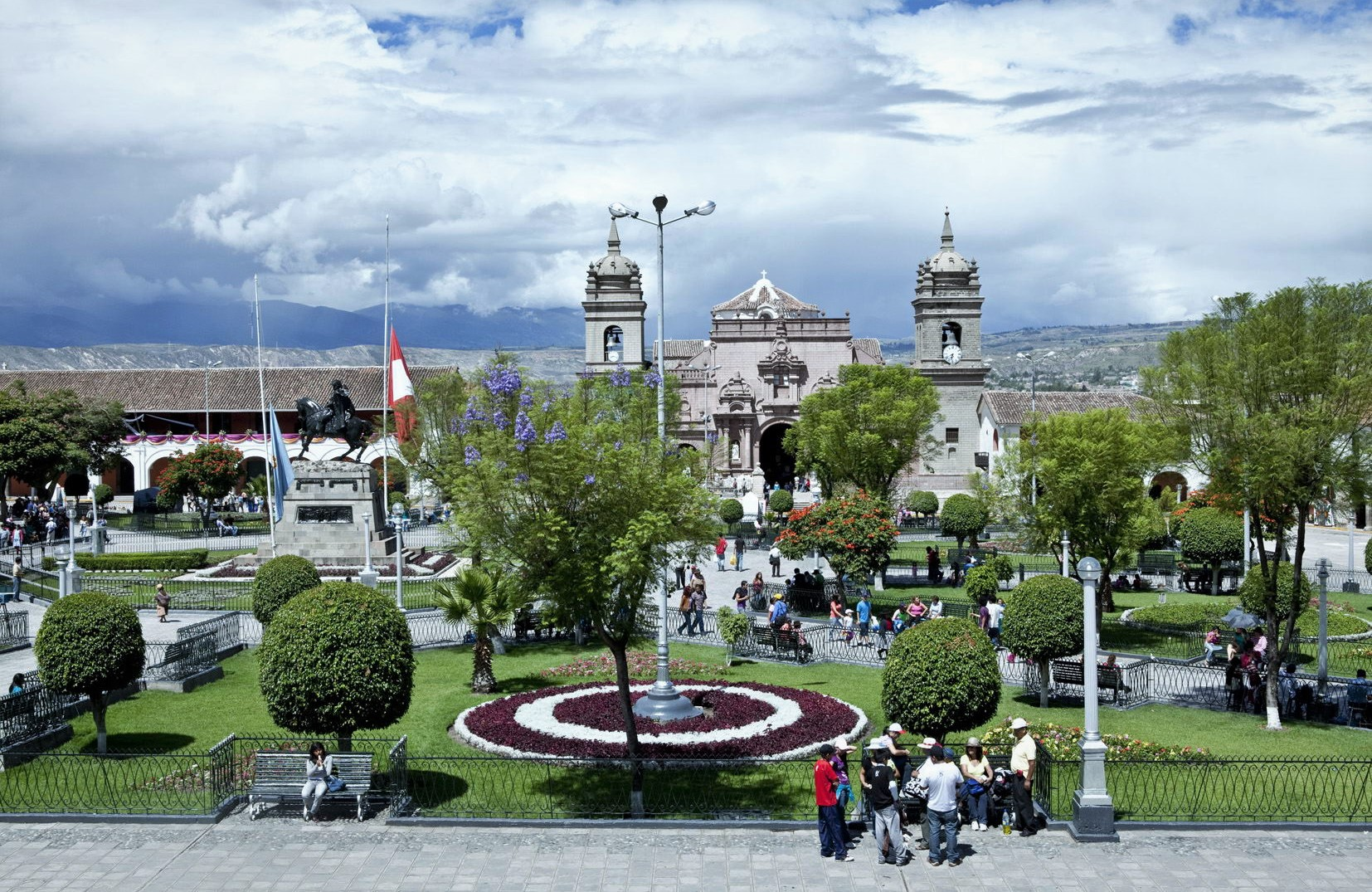
Ciudad de Ayacucho.

En 1981, las acciones de Sendero se intensificaron, siendo las principales el robo de armas para hostigar incansablemente a las fuerzas policiales. El 10 de enero de 1981 fue atacado el puesto de la Guardia Civil de Vischongo (Vilcashuamán), y el 21 de ese mes fue asaltado el puesto de la Guardia Civil de Mollebamba (Cangallo), donde fueron capturados seis senderistas. Ante ello, en febrero, el ministro del Interior, José María de la Jara, presentó al Consejo de Ministros el decreto legislativo 046 en el cual se tipificaba el delito de terrorismo, el cual fue promulgado poco después.
En 1982, las acciones del PCP-SL consistieron en incursiones a localidades, anexos, comunidades y distritos de las distintas provincias de Ayacucho, Huancavelica y Apurímac. A pesar de ello, el resto del país aún no percibía la magnitud del problema, lo que se hizo evidente el 2 de marzo de 1982, cuando un comando de 33 senderistas atacaron el Centro Penitenciario de Huamanga, liberando a 304 prisioneros, de los cuales, 70 eran senderistas, no se trató únicamente de un asalto a la cárcel de Ayacucho, si no, prácticamente la toma de toda la ciudad por unos momentos. Un evento similar sucedió el 22 de agosto, cuando 60 senderistas incursionaron en la ciudad de VilcasHuamán, murieron 7 guardias civiles y aproximadamente una treinta de senderistas. En respuesta a estas acciones violentas, el 12 de octubre el segundo gobierno de Fernando Belaúnde Terry declaró en estado de emergencia a cinco de las siete provincias del departamento de Ayacucho y suspendió las garantías individuales, además envío a varias columnas de los Sinchis de Mazamari para aniquilar a Sendero. De inmediato, la policía allanó la Universidad Nacional San Cristóbal de Huamanga y detuvo a medio centenar de estudiantes, a los que no se les encontró nada. El 11 de diciembre, un grupo de senderistas ingresaron a la comunidad de Santa Carmen de Rumichaca y asesinaron a 9 ronderos, días después cientos de campesinos y senderistas arrasaron y destruyeron la granja comunal de Qaracha.  

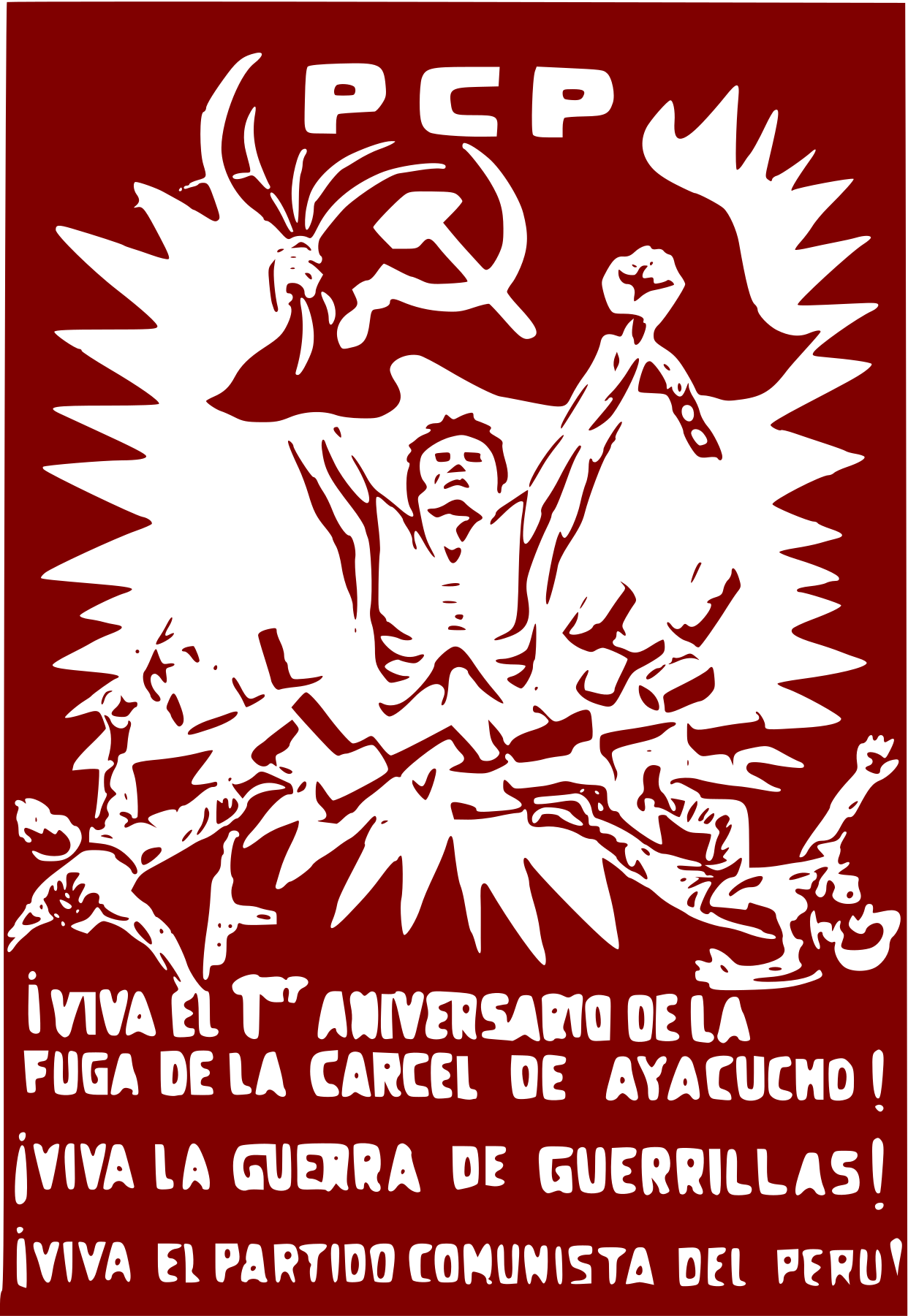
Cartel de Sendero Luminoso sobre el 1°Aniversario del asalto a la cárcel de Ayacucho.

En diciembre de 1982, el presidente Belaunde decretó la intervención de las fuerzas armadas para la lucha antisubversiva, y el estado de emergencia se expandió a todo el territorio ayacuchano.  

### Clímax de la violencia (1983-1988)

#### Ingreso de las fuerzas armadas y creación de las rondas campesinas
El ingreso de las fuerzas armadas al departamento de Ayacucho fue algo complicado, el ejército colocó numerosas bases contrasubversivas importantes, entre los cuales destacan los de Pampa Cangallo, Huancapi y Vilcashuamán, la infantería de Marina por su parte, tomó el control de la provincia de Huanta. Las fuerzas armadas señalaron como "zonas rojas" a las áreas con mayor presencia de atentados senderistas, además de promover y obligar a la creación de los "grupos de autodefensa" o rondas campesinas, que serían los encargados de eliminar a los senderistas que incursionen en sus respectivas localidades.       
En enero de 1983, en Umasi (Víctor Fajardo), 55 senderistas fueron emboscados por una patrulla militar, muriendo la mayoría de ellos. Poco después, los pueblos de Sacsamarca, Huancasancos, Lucanamarca, y los de las alturas de Huanta se sublevaron contra el control de Sendero Luminoso y asesinaron a sus líderes locales, además se organizaron en grupos de autodefensa. Un acontecimiento de importancia, y que repercutió a nivel nacional, fue el asesinato de 8 periodistas y 2 pobladores en la localidad de Uchuraccay el 26 de enero. Presuntamente los perpetradores fueron los pobladores locales, quienes los confundieron con senderistas.

#### Masacres y arrasamientos de poblados
Debido a la cooperación de Lucanamarca y de otros pueblos con el ejército, Sendero Luminoso acordó "sancionarlos por sublevarse contra la revolución". El 3 de abril de 1983, un comando de 70 terroristas ingresaron a Lucanamarca y asesinaron violentamente a 69 personas, de los cuales, 18 eran niños. El 21 de mayo, Sendero intentó replicar su accionar en Sacsamarca, pero un comunero alertó de estas intenciones a las fuerzas del orden, los que organizaron a la población y se enfrentaron a las fuerzas senderistas, múltiples terroristas y 11 efectivos del orden o pobladores cayeron en combate, además de que 20 senderistas fueron capturados, los cuales fueron fusilados por los Sinchis poco después.}} El 30 de octubre, en Acobamba  (Huancavelica), una columna subversiva se enfrentó con efectivos policiales, dejando como saldo más de 20 muertos y 15 heridos. El 13 de noviembre de 1983, un grupo de sinchis torturaron y acribillaron a 32 comuneros del poblado de Socos, luego lo reportaron como un "atentado senderista".
En el pueblo de Uchuraccay, los subversivos incursionaron hasta en tres oportunidades, asesinando a 135 comuneros en sus expediciones, el resto de pobladores, ante el temor de ser asesinados de igual forma, decidieron abandonar el poblado definitivamente en 1984. El 24 de junio de 1984, un grupo terrorista atacó la localidad de Huancasancos, dejando 30 heridos y 8 muertos. El 16 de julio de 1984, cuarenta senderistas secuestraron un autobús interprovincial de la Empresa de Transportes Expreso Cabanino S.A. (ETECSA), asesinando en un primer momento a 22 pasajeros, posteriormente continuaron ajusticiando a pobladores de Challapuquio, Badopampa, Doce Corral, Chaupihuasi, Tranca y Soras, asesinando en un solo día, a un total de 117 personas, siendo la mayor masacre perpetrada por Sendero Luminoso en Ayacucho.
En Huanta, los infantes de marina al mando del Capitán de Corbeta AP, Álvaro Artaza Adrianzén, detenían masivamente a civiles acusándolos de "senderistas" principalmente durante 1983 y 1984. En un primer momento los internaban en el Estadio de Huanta, para luego reportarlos como desaparecidos. Muchos de ellos, eran encontrados luego, en fosas comunes. Los infantes de marina se retiraron de Huanta en 1985.

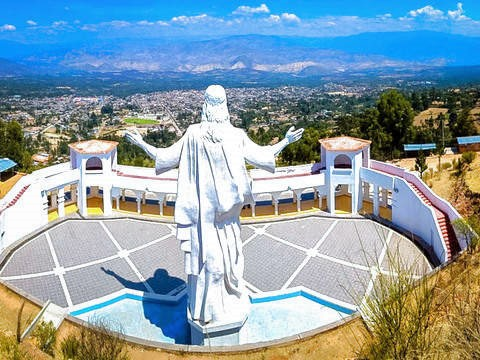
Ciudad de Huanta.

En septiembre de 1984, una patrulla militar arrasó con el pueblo de Putis, al acribillar a 123 comuneros de dicho poblado. El 14 de agosto de 1985, una patrulla militar al mando del subteniente Telmo Hurtado Hurtado ingresó a la localidad de Llocllapampa, anexo ubicado a tres kilómetros de Accomarca, y reunieron a los pobladores en la plaza del pueblo, asesinando a 69 campesinos. El 27 de agosto, otra patrulla militar se dirigió a Umaro y Bellavista, también en Vilcashuamán, y mató a 59 campesinos. Estas masacres perpetradas por el ejército peruano, seguían un manual estratégico; las fuerzas armadas pretendían dar con estas acciones, "golpes definitivos" al PCP-SL, principalmente por las zonas de Huampalpa, Carhuanca, Pujas, Vilcashuamán, Vischongo y Cangallo, que no contaban con una buena organización civil de autodefensa. En otras áreas como Huancasancos, las alturas de Huanta, Vinchos y la selva del río Apurímac, las rondas campesinas podían hacer frente a las fuerzas senderistas.

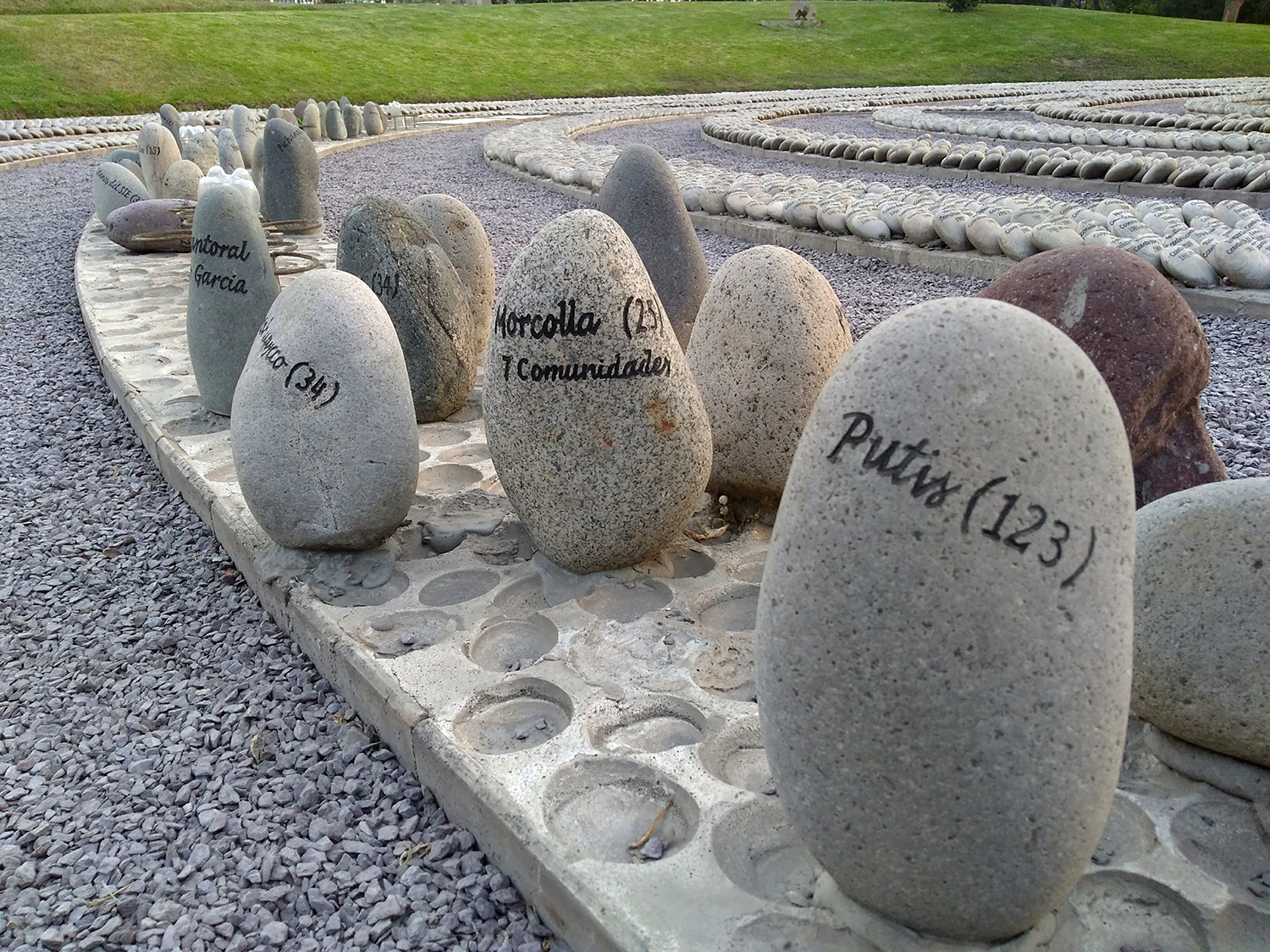
"Putis (123)" en el memorial El ojo que llora

Entre 1986 y 1988 se vivió una relativa "calma" en Ayacucho, principalmente porque las fuerzas armadas habían tomado el control de prácticamente todas las zonas importantes de la región, y porque Sendero Luminoso había aprobado un nuevo plan de operaciones que consistía en expandir la lucha armada al resto del territorio peruano. El mismo Abimael Guzmán reconoció el efecto de la ofensiva de las fuerzas del orden y de las rondas campesinas.

### Intensificación de los asesinatos (1988-1991)
Sendero Luminoso inició con el llamado "Equilibrio Estratégico", con el cual nuevamente volvió a la ofensiva en el departamento ayacuchano. Sin embargo, en esta ocasión le fue más difícil adaptarse; las rondas campesinas estaban activas, la región militarizada y la población en general estaba cansada de una guerra prolongada. Por lo que el grupo terrorista, esta vez se concentró en convocar a paros armados y a los asesinatos selectivos, por ejemplo, asesinaron al abogado Marcial Capeletti y al alcalde provincial de Huamanga, Fermín Azparrent. También se reportaron varios masacres. El 2 de noviembre de 1991, 100 senderistas ingresaron a la localidad de Santo Tomás de Pata, asesinaron a 37 comuneros e hirieron a varias personas.
Durante este periodo, la presencia de grupos paramilitares, especialmente del Comando Rodrigo Franco (CRF), se hicieron fuertemente presentes en Ayacucho. El objetivo principal del CRF, fue la Universidad Nacional San Cristóbal de Huamanga; el 3 de enero de 1988, la universidad fue atacada con explosivos por paramilitares, mientras que el 28 de octubre de 1989 la universidad sufrió uno de sus peores atentados que causó daños irreparables de infraestructura, además de que horas después, la residencia unviersitaria fue intervenida por el ejército y la policía quienes detuvieron a una treintena de estudiantes. A partir del 29 de mayo de 1989, tanto profesores como estudiantes de la universidad empezaron hacer asesinados o secuestrados por personas armadas desconocidas, que luego fueron identificados como paramilitares. Esta ola de violencia que acechó a la universidad, culminó el 21 de diciembre de 1991, con el asesinato de la exalcaldesa de Huamanga, Leonor Zamora Concha, por el Grupo Colina.

### Fin de la guerra (1992-2000)
Con la fuerte presencia de las fuerzas armadas en Ayacucho y la posterior captura del líder de Sendero Luminoso, Abimael Guzmán, el PCP-SL esta derrotado militarmente en 1992. En la selva del río Apurímac, una facción terrorista al mando del camarada Óscar Ramírez "Feliciano", dispuso continuar con la lucha armada. En junio y julio de 1992, esta facción de Feliciano, dinamitó un vehículo de la municipalidad de Huancasancos, asesinando a 17 personas, poco después ejecutó a 8 comuneros de Pallcca, sin embargo, luego de estas acciones, ya no volverían a realizar golpes de importancia. Ante ello, los cuadros senderistas de Ayacucho se refugiaron en Vizcatán y el río Ene para escapar a la ofensiva militar, desde allí realizaron esporádicas acciones en localidades cercanas.
En la provincia de La Mar, la paz empezó a volver a partir de 1990, cuando las comunidades de esta zona se organizaron completamente en comités de autodefensa, algo similar ocurrió en Huanta. En Ayacucho, luego de la captura de Guzmán, la paz empezó a retornar.
En 2025, el Ministerio Público ordenó reestructurar las fiscalías especializadas en delitos de terrorismo en Ayacucho debido a la reducción de denuncias por ese tipo de delito.